# Verbena deamii
Verbena deamii är en verbenaväxtart som först beskrevs av Moldenke (pro. sp..  Verbena deamii ingår i släktet verbenor, och familjen verbenaväxter. Inga underarter finns listade i Catalogue of Life.